# Trix i Flix
Trix i Flix – oficjalne maskotki Mistrzostw Europy w Piłce Nożnej 2008 w Austrii i w Szwajcarii. O wyborze zdecydowali kibice obu alpejskich krajów. W głosowaniu wzięło udział ponad 67 tys. Austriaków i Szwajcarów. Trix i Flix uzyskali 36,3 proc. głosów, wyprzedzając Flitza i Blitza oraz Zagiego i Zigiego. 
Maskotki zostały zaprezentowane po raz pierwszy 27 września 2007 roku w Nyonie. To bliźniacy symbolizujący Austrię i Szwajcarię – gospodarzy mistrzostw. Ubrani są w czerwono-białe (kolory obecne na flagach organizatorów) stroje piłkarskie, o włosach przypominających Alpy.
Trix i Flix wystąpili w teledyskach do dwóch oficjalnych piosenek Mistrzostw autorstwa Shaggy'ego: Feel The Rush i Like a Superstar.